# Leptogastrella leptogastra
Leptogastrella leptogastra (лат.) — ископаемый вид жалящих перепончатокрылых рода Leptogastrella из семейства Kuafuidae. Один из древнейших представителей подотряда стебельчатобрюхие. Обнаружен в юрских отложениях Казахстана (Карабастауская свита, келловейский ярус, дер. Михайловка, около 165 млн лет). Длина тела 4 мм, длина переднего крыла 2,5 мм. Вид Leptogastrella leptogastra был впервые описан по отпечаткам в 1975 году советским и российским палеоэнтомологом Александром Павловичем Расницыным (ПИН РАН, Москва, Россия) и первоначально включён в состав семейства Bethylonymidae. Позднее род Leptogastrella вместе с Kuafua и Arthrogaster были выделены в семейство Kuafuidae в составе ископаемого надсемейства Bethylonymoidea, корневой группы для всех жалящих перепончатокрылых насекомых (Aculeata).